# Wish You Hell (ウェンディの曲)
『Wish You Hell』は、ウェンディ (Red Velvet)の2ndアルバムWish You Hellに収録されている同アルバムのタイトルチューンである。
2024年3月12日のアルバム発売日に、各種音楽配信サービスで公開された。

## 背景
3月12日、アルバム公開に合わせたカムバックカウントダウンライブがRed Velvet公式チャンネルで午後5時から配信された。午後6時にYouTubeチャンネルでMVが公開されると共に各種音楽配信サービスから音源が配信された。

## 出演
2024年3月14日、YouTubeチャンネル「It's Live」に出演し、バンドセッションに合わせて『Wish You Hell』を披露した。また動画内で2ndアルバム『Wish You Hell』について、「些細な息抜きが必要な方々なら誰でも私の音楽を聴いたら共感してもらえるように、明るいエネルギーと様々な感情を今回のアルバムに盛り込んでみました。1stソロアルバムとは異なる姿をお見せしたかったので、『Wish You Hell』をタイトル曲に選びました。2ndミニアルバムにもたくさんの愛と関心をお願いします」と語った。